# Venus Vanish
Venus Vanish är en diktsamling av Sofia Stenström. 
Till bokens många allusioner på andra verk hör ekfrastiska inslag som utgår från Botticellis tavla Venus födelse. 